# Serrat Rodó (Lluçà)
El Serrat Rodó és una muntanya de 703 metres que es troba al municipi de Lluçà, a la comarca del Lluçanès.